# The A.V. Club
The A.V. Club (англ. The Audiovisual Club) — развлекательный веб-сайт, публикующий обзоры фильмов, музыки, телевидения, книг, игр, а также интервью и статьи по теме индустрии развлечений. Создан в 1993 году в качестве дочернего проекта американского агентства сатирических новостей The Onion.

## Рейтинги
Начиная с 2006 года, редакторы сайта The A.V. Club публикуют рейтинги лучших музыкальных альбомов и фильмов по итогам года. С 2010 года также определяется лучший телесериал.

### Музыкальный альбом года
| Год  | Исполнитель     | Альбом                            | Страна                    | Источник |
| ---- | --------------- | --------------------------------- | ------------------------- | -------- |
| 2006 | The Hold Steady | Boys and Girls in America         | Соединённые Штаты Америки | [ 3 ]    |
| 2007 | Arcade Fire     | Neon Bible                        | Канада                    | [ 4 ]    |
| 2008 | TV on the Radio | Dear Science                      | Соединённые Штаты Америки | [ 5 ]    |
| 2009 | Phoenix         | Wolfgang Amadeus Phoenix          | Франция                   | [ 6 ]    |
| 2010 | Канье Уэст      | My Beautiful Dark Twisted Fantasy | Соединённые Штаты Америки | [ 7 ]    |
| 2011 | Wye Oak         | Civilian                          | Соединённые Штаты Америки | [ 8 ]    |
| 2012 | Фрэнк Оушен     | Channel Orange                    | Соединённые Штаты Америки | [ 9 ]    |
| 2013 | Канье Уэст      | Yeezus                            | Соединённые Штаты Америки | [ 10 ]   |
| 2014 | Эйнджел Олсен   | Burn Your Fire for No Witness     | Соединённые Штаты Америки | [ 11 ]   |
| 2015 | Кендрик Ламар   | To Pimp a Butterfly               | Соединённые Штаты Америки | [ 12 ]   |

### Фильм года
| Год  | Режиссёр           | Фильм                          | Страна                                               | Источник |
| ---- | ------------------ | ------------------------------ | ---------------------------------------------------- | -------- |
| 2006 | Альфонсо Куарон    | «Дитя человеческое»            | Соединённые Штаты Америки · Великобритания · Мексика | [ 13 ]   |
| 2007 | Братья Коэн        | «Старикам тут не место»        | Соединённые Штаты Америки                            | [ 14 ]   |
| 2008 | Эндрю Стэнтон      | «ВАЛЛ-И»                       | Соединённые Штаты Америки                            | [ 15 ]   |
| 2009 | Кэтрин Бигелоу     | «Повелитель бури»              | Соединённые Штаты Америки · Канада · Франция         | [ 16 ]   |
| 2010 | Дебра Граник       | «Зимняя кость»                 | Соединённые Штаты Америки                            | [ 17 ]   |
| 2011 | Терренс Малик      | «Древо жизни»                  | Соединённые Штаты Америки                            | [ 18 ]   |
| 2012 | Пол Томас Андерсон | «Мастер»                       | Соединённые Штаты Америки                            | [ 19 ]   |
| 2013 | Ричард Линклейтер  | «Перед полуночью»              | Соединённые Штаты Америки                            | [ 20 ]   |
| 2014 | Ричард Линклейтер  | «Отрочество»                   | Соединённые Штаты Америки                            | [ 21 ]   |
| 2015 | Джордж Миллер      | «Безумный Макс: Дорога ярости» | Австралия · Соединённые Штаты Америки                | [ 22 ]   |
| 2016 | Кеннет Лонерган    | «Манчестер у моря»             | Соединённые Штаты Америки                            | [ 23 ]   |

### Телесериал года
| Год  | Сериал          | Телеканал | Страна                    | Источник |
| ---- | --------------- | --------- | ------------------------- | -------- |
| 2010 | «Во все тяжкие» | AMC       | Соединённые Штаты Америки | [ 24 ]   |
| 2011 | «Луи»           | FX        | Соединённые Штаты Америки | [ 25 ]   |
| 2012 | «Во все тяжкие» | AMC       | Соединённые Штаты Америки | [ 26 ]   |
| 2013 | «Просветлённая» | HBO       | Соединённые Штаты Америки | [ 27 ]   |
| 2014 | «Ганнибал»      | NBC       | Соединённые Штаты Америки | [ 28 ]   |
| 2015 | «Безумцы»       | AMC       | Соединённые Штаты Америки | [ 29 ]   |